# Попівка (Старобільський район)
Попі́вка (до 2024 року — Первомайськ) — село в Україні, у  Біловодській селищній громаді Старобільського району Луганської області.
Населення становить 216 осіб. Орган місцевого самоврядування — Данилівська сільська рада.
Розташоване за 22 км від селища Біловодськ, центру громади. Найближча залізнична станція – Старобільськ, за 75 км.
Площа населеного пункту – 392, 69 га.
Населення – 163 особи.
Кількість дворів – 62.
У селі є пам’ятник Воїнам-односельцям, полеглим у роки Другої світової війни. Функціонують ФАП, клуб.

## Історія
Село постраждало внаслідок геноциду українського народу, вчиненого урядом СРСР у 1932—1933 роках, кількість встановлених жертв — 80 людей.
Село затопило паводком у березні 2012 року.
19 вересня 2024 року Верховна Рада підтримала перейменування села Первомайськ на Попівка, повертаючи історичну назву села. 26 вересня 2024 року перейменування набуло чинності.

## Населення
За даними перепису 2001 року населення села становило 216 осіб, з них 94,44 % зазначили рідною мову українську, а 5,56 % — російську.

## Видатні люди
- Старун Василь Володимирович (1953, Первомайськ) — український письменник.

## Пам'ятки
Біля села розташований ботанічний заказник загальнодержавного значення «Юницький».

## Також
- Перелік населених пунктів, що постраждали від Голодомору 1932-1933, Луганська область